# Enter Air

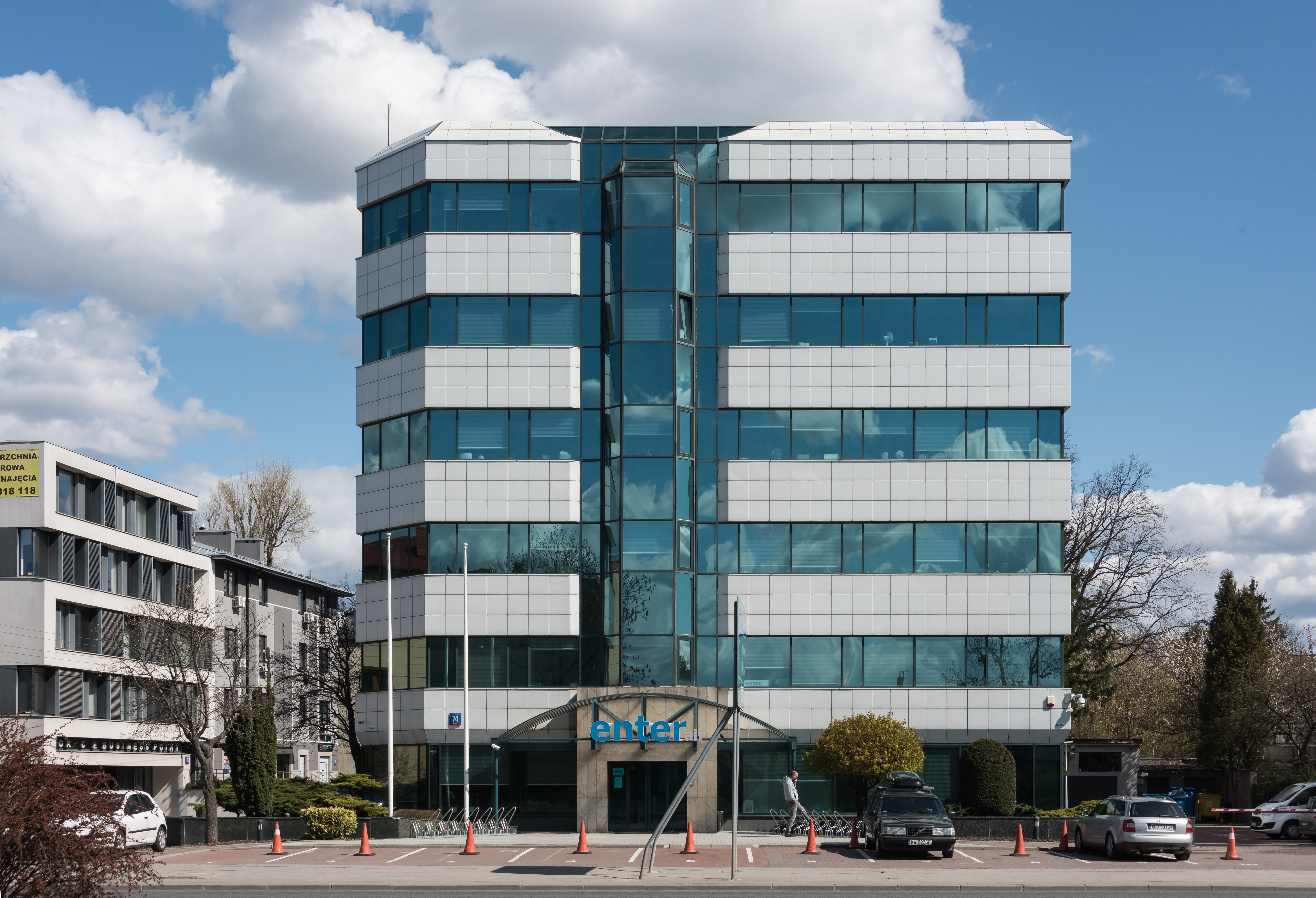
Siedziba spółki przy ul. Komitetu Obrony Robotników 74 w Warszawie

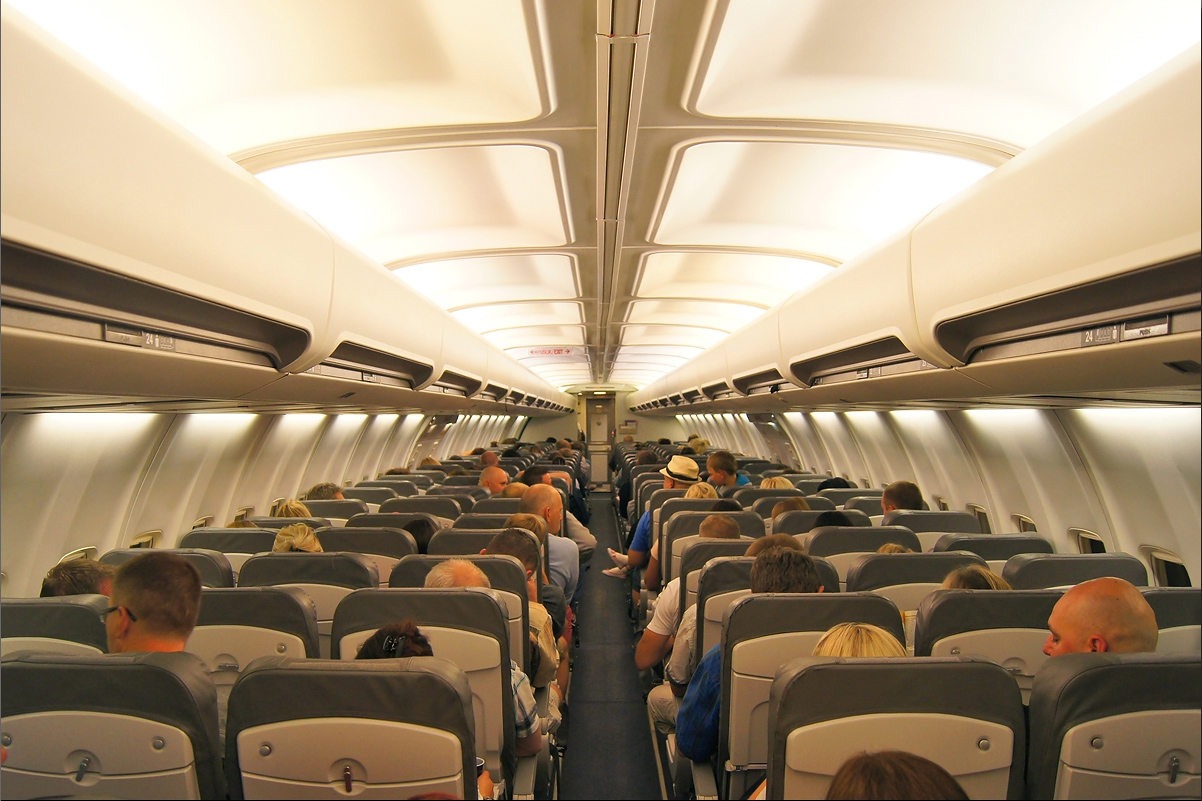
Wnętrze Boeinga 737-400 SP-ENF linii Enter Air

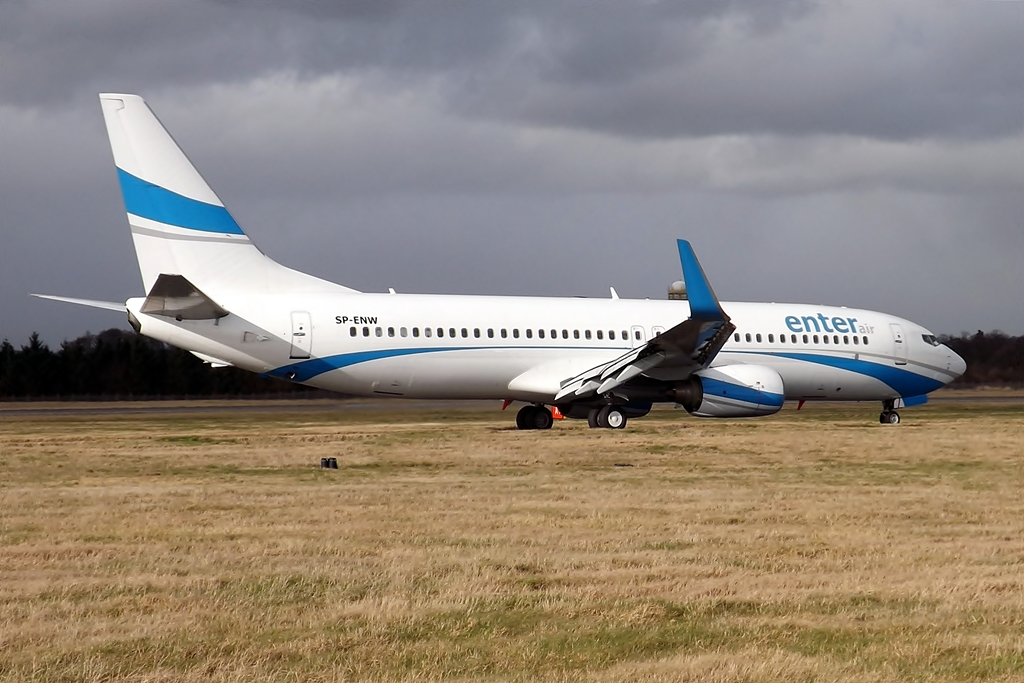
Boeing 737-800, SP-ENW

Enter Air – polska czarterowa linia lotnicza utworzona 15 października 2009. Działalność rozpoczęła 25 kwietnia 2010. Posiada pięć stałych baz operacyjnych w Polsce, w Warszawie, Katowicach, Poznaniu, Wrocławiu oraz Gdańsku. Dodatkowo ma dwie stałe, zagraniczne bazy w Paryżu i Zurychu, a także sezonowe bazy operacyjne m.in. w Manchesterze, Pradze, Londynie i Tel-Awiwie. Linia Enter Air współpracuje z największymi biurami podróży w Polsce, takimi jak: Rainbow Tours, TUI, Itaka, czy Coral Travel. Realizuje również połączenia na trasach spoza Polski dla zagranicznych biur podróży, co stanowi ponad jedną trzecią jej przychodów. Grupa lata łącznie do ponad 30 krajów i wykonuje przewozy do ponad 250 portów lotniczych. Od 2021 Enter Air jest największą prywatną linią lotniczą działającą w Polsce.

## Historia
Enter Air utworzyli Marcin Kubrak (39,1% udziałów), Grzegorz Polaniecki (13,2% udziałów), Mariusz Olechno i Andrzej Kobielski, którzy poznali się w czasie pracy w Centralwings i zasiadają w zarządzie firmy. Pomysłodawcą spółki był Grzegorz Polaniecki. Enter Air powstał w wyniku przejęcia upadłej polskiej spółki słowackich linii Seagle Air. 
Spółka została utworzona 15 października 2009, a swój pierwszy sezon rozpoczęła w kwietniu 2010. Powstaniu nowej linii lotniczej sprzyjała dobra, na tle Europy, kondycja polskiej gospodarki i przede wszystkim kondycja polskiego rynku czarterowego, który mimo kryzysu na świecie rósł o ponad 5% rok do roku.
Rejs inauguracyjny odbył się 25 kwietnia 2010 z lotniska Chopina w Warszawie na nowe lotnisko Enfidha, między Susą, a Tunisem w Tunezji. W sezonie zimowym 2011/2012 Enter Air rozpoczął swoje pierwsze regularne rejsy na Sri Lankę oraz do Bangkoku. W pierwszym okresie linia korzystała z dwóch samolotów typu B737-400, następnymi egzemplarzami były B737-800.
16 grudnia 2011 Enter Air przewiózł milionowego pasażera. 16 listopada 2011 na Gali Awionetka w Hotelu Marriott w Warszawie, Enter Air został wyróżniony jako Najlepsza Linia Lotnicza Roku 2011 za zbudowanie silnej linii lotniczej zarejestrowanej w Polsce.
19 czerwca 2015 linie ogłosiły wejście na warszawską giełdę w celu pozyskania środków na zakup nowych samolotów. Tego samego dnia przewoźnik zamówił 4 samoloty (2× Boeing 737-800NG oraz 2× Boeing 737-8 MAX). Ostatecznie debiut grupy kapitałowej Enter Air na GPW nastąpił 14 grudnia 2015. Dochód ze sprzedaży akcji przewoźnik przeznaczył na nowe samoloty. W 2016 spółka zaczęła wprowadzać do ruchu zamówione 18 sztuk Boeingów 737-800.
W 2019 Enter Air nabył za 2 mln USD 49% udziałów w szwajcarskiej linii lotniczej Germania Flug AG, planując budowę nowej marki „Chair”.
W 2022 lina ogłosiła, że mimo nadal trwającej pandemii udało im się zakończyć rok z rekordowym przychodem opiewającym na 3mld zł
W 2023 Enter Air utworzyła nową spółkę w Irlandii, FLY4 Airlines Green, w formie JV z firmą TUI Beteiligungs GmbH.

## Kierunki lotów
Enter Air wykonuje połączenia do następujących portów lotniczych (stan z 24 listopada 2024):

- - Burgas
  - Varna
- Cypr
  - Larnaka
  - Pafos
- Chorwacja
  - Dubrownik
  - Pula
  - Split
  - Zadar
- Egipt
  - Hurgarda
  - Marsa Alam
  - Sharm el Sheikh
  - Taba
- Finlandia
  - Enontekiö
  - Helsinki
- Francja
  - Paryż (baza)
  - Bordeaux
  - Lyon
  - Nantes
  - Tuluza
  - Port lotniczy Strasburg
- Grecja
  - Araxos
  - Ateny
  - Chania
  - Heraklion
  - Kawala
  - Kefalonia
  - Korfu
  - Kos
  - Rodos
  - Saloniki
  - Zakynthos
- Hiszpania
  - Almeria
  - Fuerteventura
  - Girona
  - Lanzarote
  - Majorka
  - Malaga
  - Menorka
  - Las Palmas de Gran Canaria
  - Teneryfa
- Kenia
  - Mombasa
- Tanzania
  - Port lotniczy Zanzibar
- Maroko
  - Agadir
- Polska
  - Warszawa (baza)
  - Katowice (baza)
  - Poznań (baza)
  - Wrocław (baza)
  - Gdańsk (baza) od 01.04.2023
  - Bydgoszcz
  - Łódź
  - Kraków ( Sezonowo-lato )
  - Szczecin
  - Rzeszów
  - Lublin
  - Zielona Góra (od maja 2018 r.)
- Portugalia
  - Faro
  - Madera
- Sri Lanka
  - Kolombo (sezonowo-zima)
- Tunezja
  - Djerba
  - Enfidha
  - Monastir
- Turcja
  - Antalya
  - Bodrum
  - Dalaman
  - Izmir
- Wielka Brytania
  - Manchester (baza sezonowa)
  - Liverpool-John Lennon
  - Londyn Gatwick (baza sezonowa)
- Węgry
  - Budapeszt
- Włochy
  - Lamezia Terme
  - Olbia
  - Palermo
- Zjednoczone Emiraty Arabskie
  - Dubaj (sezonowo-zima)
  - Port lotniczy Ras al-Chajma (sezon-zima, między lądowanie na dalszy lot do Colombo bądź Male)
- Gambia
  - Bandżul
- Malediwy
  - Port lotniczy Male (sezonowo-zima)
- Niemcy
  - Port lotniczy Karlsruhe/Baden-Baden (baza sezonowa)
  - Port lotniczy Monachium
- Bahrajn
  - Port lotniczy Bahrajn (sezonowo-zima)

## Flota
Według stanu na czerwiec 2025 flota Enter Air składała się z 35 samolotów o średnim wieku 17,3 lat:
| Samolot          | Samolot | Samolot   | Liczba miejsc | Liczba miejsc | Uwagi |
| Model            | Aktywne | Zamówione | E             | Łącznie       | Uwagi |
| ---------------- | ------- | --------- | ------------- | ------------- | ----- |
| Boeing 737-800   | 26      | -         | 189           | 189           |       |
| Boeing 737 MAX 8 | 2       | -         | 186           | 186           |       |
| Boeing 737 MAX 8 | 7       | -         | 189           | 189           |       |
| Łącznie          | 35      | 1         |               |               |       |

### Rozwój floty

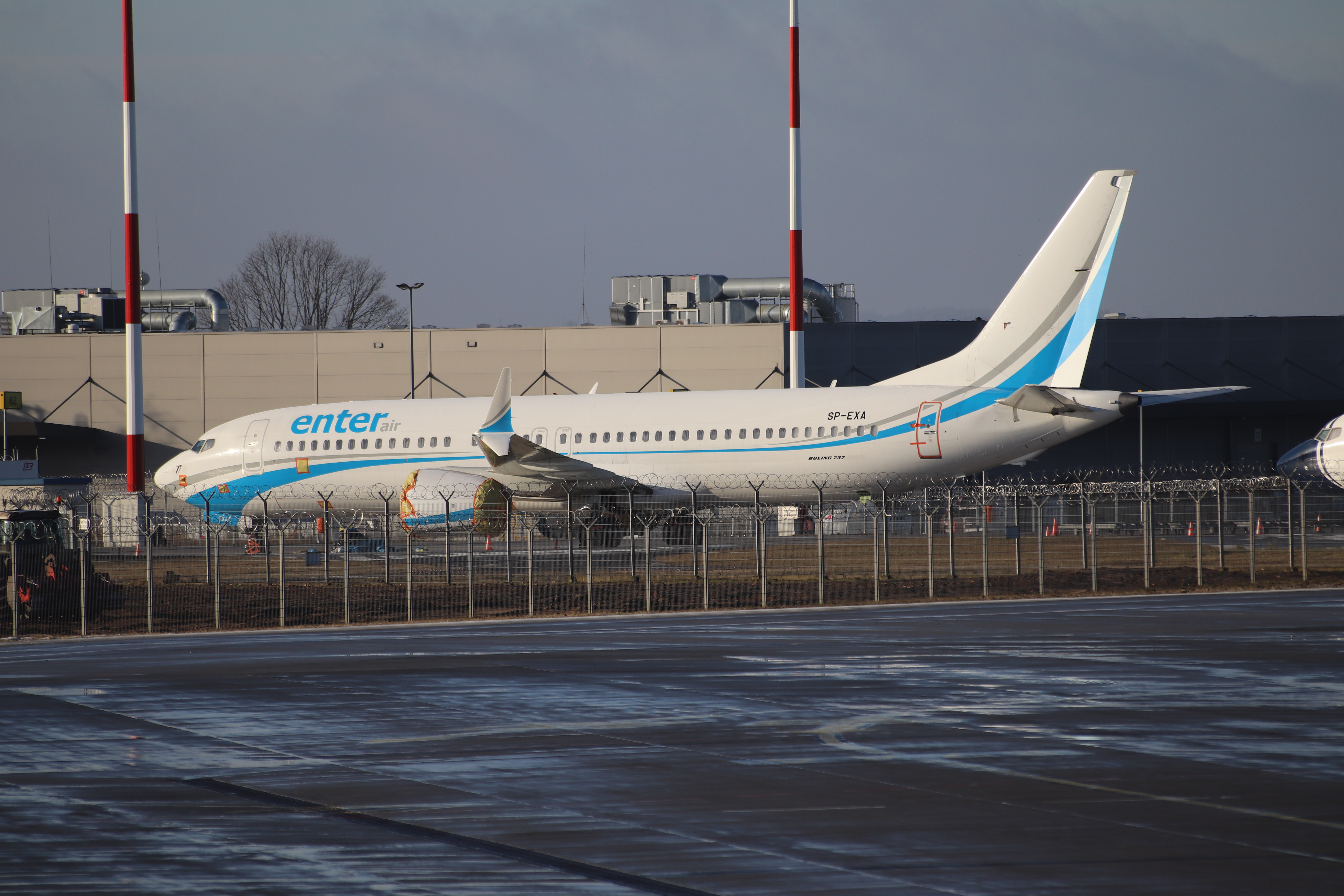
Boeing 737 MAX 8 SP-EXA w Katowicach

Flota przewoźnika liczyła w 2023 30 samolotów, razem z wypożyczonymi kolejno od AirExplore i Electra Airways 1 Boeingiem 737-800 i 1 Airbusem A320. Na dzień 20 lipca 2023, średni wiek maszyn linii wynosił 16,4 lat.
Boeingi 737-800 Enter Air mają zasięg wystarczający by operować z jednym międzylądowaniem do portów na Dalekim Wschodzie (Kolombo, Male) i do Afryki środkowej (Mombasa, Zanzibar). Maszyny SP-ENZ i SP-ENX zostały w październiku 2012 wyposażone w winglety.
Ostatnim samolotem starszej generacji Boeing 737-400 był samolot o znakach rejestracyjnych SP-ENI, który zakończył służbę u przewoźnika w październiku 2017.
Pod koniec 2018 zakupiono dwa samoloty Boeing 737 MAX, które po kilku miesiącach (w marcu 2019 r.) po dwóch katastrofach tego modelu linie zmuszone były zawiesić na czas nieokreślony z polecenia Europejskiej Agencji Bezpieczeństwa Lotniczego. Samoloty te wróciły do służby w marcu 2021. Enter Air operuje dziewięcioma Boeingami 737 MAX.